# Interlands Luxemburgs voetbalelftal 2000-2009
Deze pagina toont een chronologisch en gedetailleerd overzicht van de interlands die het Luxemburgs voetbalelftal speelde in de periode 2000 – 2009.

## Interlands

### 2000
|                                                        |                    |       |                                                 |                                                                                                |
| 23 februari Vriendschappelijk № 428 «onderlinge duels» | Luxemburg          | 1 – 3 | Noord-Ierland                                   | Stade Josy Barthel, Luxemburg Toeschouwers: 1.818 Scheidsrechter: Manfred Schüttengruber (AUT) |
| 23 februari Vriendschappelijk № 428 «onderlinge duels» | Manuel Cardoni 41' |       | 21' David Healy 48' David Healy 87' James Quinn | Stade Josy Barthel, Luxemburg Toeschouwers: 1.818 Scheidsrechter: Manfred Schüttengruber (AUT) |

|                                                     |                |       |                 |                                                                                       |
| 26 april Vriendschappelijk № 429 «onderlinge duels» | Luxemburg      | 1 – 1 | Estland         | Stade Josy Barthel, Luxemburg Toeschouwers: 1.200 Scheidsrechter: Roelof Luinge (NED) |
| 26 april Vriendschappelijk № 429 «onderlinge duels» | Jean Vanek 90' |       | 83' Andres Oper | Stade Josy Barthel, Luxemburg Toeschouwers: 1.200 Scheidsrechter: Roelof Luinge (NED) |

|                                                   |           |                    |        |                                                                                        |
| 7 juni Vriendschappelijk № 430 «onderlinge duels» | Luxemburg | 0 – 1              | Spanje | Stade Josy Barthel, Luxemburg Toeschouwers: 6.000 Scheidsrechter: Herbert Fandel (GER) |
| 7 juni Vriendschappelijk № 430 «onderlinge duels» |           | 2' Gaizka Mendieta |        | Stade Josy Barthel, Luxemburg Toeschouwers: 6.000 Scheidsrechter: Herbert Fandel (GER) |

|                                                                |           |                                      |             |                                                                                        |
| 3 september WK-kwalificatie № 431 «onderlinge duels» 18:00 uur | Luxemburg | 0 – 2                                | Joegoslavië | Stade Josy Barthel, Luxemburg Toeschouwers: 3.305 Scheidsrechter: Sergey Shmolik (BLR) |
| 3 september WK-kwalificatie № 431 «onderlinge duels» 18:00 uur |           | 4' Savo Milošević 26' Savo Milošević |             | Stade Josy Barthel, Luxemburg Toeschouwers: 3.305 Scheidsrechter: Sergey Shmolik (BLR) |

|                                                              |                   |       |                                        |                                                                                      |
| 7 oktober WK-kwalificatie № 432 «onderlinge duels» 19:15 uur | Luxemburg         | 1 – 2 | Slovenië                               | Stade Josy Barthel, Luxemburg Toeschouwers: 1.788 Scheidsrechter: Michal Beneš (CZE) |
| 7 oktober WK-kwalificatie № 432 «onderlinge duels» 19:15 uur | Jeff Strasser 46' |       | 4' Zlatko Zahovič 26' Željko Milinovič | Stade Josy Barthel, Luxemburg Toeschouwers: 1.788 Scheidsrechter: Michal Beneš (CZE) |

|                                                               |                                                        |       |           |                                                                              |
| 11 oktober WK-kwalificatie № 433 «onderlinge duels» 19:00 uur | Rusland                                                | 3 – 0 | Luxemburg | Dinamo Stadion, Moskou Toeschouwers: 12.000 Scheidsrechter: John Ferry (NIR) |
| 11 oktober WK-kwalificatie № 433 «onderlinge duels» 19:00 uur | Maxim Buznikin 19' Dmitri Chochlov 57' Jegor Titov 90' |       |           | Dinamo Stadion, Moskou Toeschouwers: 12.000 Scheidsrechter: John Ferry (NIR) |

### 2001
|                                                        |           |                     |         |                                                                                     |
| 28 februari Vriendschappelijk № 434 «onderlinge duels» | Luxemburg | 0 – 1               | Finland | Stade Josy Barthel, Luxemburg Toeschouwers: 1.500 Scheidsrechter: Roland Beck (LIE) |
| 28 februari Vriendschappelijk № 434 «onderlinge duels» |           | 80' Mikael Forssell |         | Stade Josy Barthel, Luxemburg Toeschouwers: 1.500 Scheidsrechter: Roland Beck (LIE) |

|                                                             |           |                                               |         |                                                                                         |
| 24 maart WK-kwalificatie № 435 «onderlinge duels» 18:00 uur | Luxemburg | 0 – 2                                         | Faeröer | Stade Josy Barthel, Luxemburg Toeschouwers: 2.500 Scheidsrechter: Attila Hanacsek (HUN) |
| 24 maart WK-kwalificatie № 435 «onderlinge duels» 18:00 uur |           | 78' Christian Høgni Jacobsen 82' Kurt Mørkøre |         | Stade Josy Barthel, Luxemburg Toeschouwers: 2.500 Scheidsrechter: Attila Hanacsek (HUN) |

|                                                             |                                                                                                  |       |           |                                                                            |
| 28 maart WK-kwalificatie № 436 «onderlinge duels» 20:15 uur | Zwitserland                                                                                      | 5 – 0 | Luxemburg | Hardturm, Zürich Toeschouwers: 8.600 Scheidsrechter: Claus Bo Larsen (DEN) |
| 28 maart WK-kwalificatie № 436 «onderlinge duels» 20:15 uur | Alexander Frei 9' Alexander Frei 31' Johann Lonfat 64' Stéphane Chapuisat 72' Alexander Frei 90' |       |           | Hardturm, Zürich Toeschouwers: 8.600 Scheidsrechter: Claus Bo Larsen (DEN) |

|                                                           |                                              |       |           |                                                                                             |
| 2 juni WK-kwalificatie № 437 «onderlinge duels» 20:15 uur | Slovenië                                     | 2 – 0 | Luxemburg | Stadion za Bežigradom, Ljubljana Toeschouwers: 4.500 Scheidsrechter: Bernhard Brugger (AUT) |
| 2 juni WK-kwalificatie № 437 «onderlinge duels» 20:15 uur | Zlatko Zahovič 34' Zlatko Zahovič 65' (pen.) |       |           | Stadion za Bežigradom, Ljubljana Toeschouwers: 4.500 Scheidsrechter: Bernhard Brugger (AUT) |

|                                                           |                     |       |                                        |                                                                                       |
| 6 juni WK-kwalificatie № 438 «onderlinge duels» 20:00 uur | Luxemburg           | 1 – 2 | Rusland                                | Stade Josy Barthel, Luxemburg Toeschouwers: 2.000 Scheidsrechter: Jon Skjervold (NOR) |
| 6 juni WK-kwalificatie № 438 «onderlinge duels» 20:00 uur | Sacha Schneider 49' |       | 16' Dmitri Alenitsjev 76' Sergej Semak | Stade Josy Barthel, Luxemburg Toeschouwers: 2.000 Scheidsrechter: Jon Skjervold (NOR) |

|                                                        |           |                                                                |         |                                                                                |
| 15 augustus Vriendschappelijk № 438 «onderlinge duels» | Luxemburg | 0 – 3                                                          | Georgië | Stade Communal, Mondercange Toeschouwers: 700 Scheidsrechter: Luc Huyghe (BEL) |
| 15 augustus Vriendschappelijk № 438 «onderlinge duels» |           | 33' Georgi Demetradze 56' Rati Aleksidze 79' Georgi Demetradze |         | Stade Communal, Mondercange Toeschouwers: 700 Scheidsrechter: Luc Huyghe (BEL) |

|                                                                |                          |       |           |                                                                            |
| 1 september WK-kwalificatie № 439 «onderlinge duels» 17:00 uur | Faeröer                  | 1 – 0 | Luxemburg | Svangaskarð, Toftir Toeschouwers: 1.464 Scheidsrechter: Zeljko Siric (CRO) |
| 1 september WK-kwalificatie № 439 «onderlinge duels» 17:00 uur | Jens Kristian Hansen 84' |       |           | Svangaskarð, Toftir Toeschouwers: 1.464 Scheidsrechter: Zeljko Siric (CRO) |

|                                                                |           |                                                                  |             |                                                                                         |
| 5 september WK-kwalificatie № 440 «onderlinge duels» 20:15 uur | Luxemburg | 0 – 3                                                            | Zwitserland | Stade Josy Barthel, Luxemburg Toeschouwers: 3.858 Scheidsrechter: Sorin Corpodean (ROM) |
| 5 september WK-kwalificatie № 440 «onderlinge duels» 20:15 uur |           | 12' Alexander Frei 58' Kubilay Türkyilmaz 84' Kubilay Türkyilmaz |             | Stade Josy Barthel, Luxemburg Toeschouwers: 3.858 Scheidsrechter: Sorin Corpodean (ROM) |

|                                                              | |       |                                       |                                                                                       |
| 6 oktober WK-kwalificatie № 441 «onderlinge duels» 16:00 uur | Joegoslavië | 6 – 2 | Luxemburg                             | Stadion FK Partizan, Belgrado Toeschouwers: 1.758 Scheidsrechter: Leslie Irvine (NIR) |
| 6 oktober WK-kwalificatie № 441 «onderlinge duels» 16:00 uur | Slaviša Jokanović 19' Predrag Mijatović 57' Mateja Kežman 61' Savo Milošević 62' Mateja Kežman 71' Savo Milošević 68' |       | 38' René Peters 51' Marcel Christophe | Stadion FK Partizan, Belgrado Toeschouwers: 1.758 Scheidsrechter: Leslie Irvine (NIR) |

### 2002
|                                                        |           |       |         |                                                                                      |
| 13 februari Vriendschappelijk № 442 «onderlinge duels» | Luxemburg | 0 – 0 | Albanië | Stade Josy Barthel, Luxemburg Toeschouwers: 1.300 Scheidsrechter: René Rogalla (SUI) |
| 13 februari Vriendschappelijk № 442 «onderlinge duels» |           |       |         | Stade Josy Barthel, Luxemburg Toeschouwers: 1.300 Scheidsrechter: René Rogalla (SUI) |

|                                                     |           |                                                             |         |                                                                                       |
| 27 maart Vriendschappelijk № 443 «onderlinge duels» | Luxemburg | 0 – 3                                                       | Letland | Stade Josy Barthel, Luxemburg Toeschouwers: 1.300 Scheidsrechter: Wolfgang Sowa (AUT) |
| 27 maart Vriendschappelijk № 443 «onderlinge duels» |           | 22' Andrejs Rubins 59' Juris Laizans 72' Māris Verpakovskis |         | Stade Josy Barthel, Luxemburg Toeschouwers: 1.300 Scheidsrechter: Wolfgang Sowa (AUT) |

|                                                               |                                                            |       |                                                               |                                                                                            |
| 17 april Vriendschappelijk № 444 «onderlinge duels» 20:00 uur | Luxemburg                                                  | 3 – 3 | Liechtenstein                                                 | Stade Alphonse Theis, Hesperange Toeschouwers: onbekend Scheidsrechter: Jan Wegereef (NED) |
| 17 april Vriendschappelijk № 444 «onderlinge duels» 20:00 uur | Jeff Strasser 39' Marcel Christophe 69' Manuel Cardoni 83' |       | 6' Martin Stocklasa 26' Martin Stocklasa 38' Martin Stocklasa | Stade Alphonse Theis, Hesperange Toeschouwers: onbekend Scheidsrechter: Jan Wegereef (NED) |

|                                                        |           |                                          |         |                                                                                         |
| 21 augustus Vriendschappelijk № 445 «onderlinge duels» | Luxemburg | 0 – 2                                    | Marokko | Stade Josy Barthel, Luxemburg Toeschouwers: 1.654 Scheidsrechter: Edgar Steinborn (GER) |
| 21 augustus Vriendschappelijk № 445 «onderlinge duels» |           | 71' Mohamed Jabrane 85' Nouredine Kacimi |         | Stade Josy Barthel, Luxemburg Toeschouwers: 1.654 Scheidsrechter: Edgar Steinborn (GER) |

|                                                        |           |                                                                              |        |                                                                                       |
| 5 september Vriendschappelijk № 446 «onderlinge duels» | Luxemburg | 0 – 5                                                                        | Israël | Stade Josy Barthel, Luxemburg Toeschouwers: 1.354 Scheidsrechter: Paul Allaerts (BEL) |
| 5 september Vriendschappelijk № 446 «onderlinge duels» |           | 1' Kfir Udi 24' Walid Badir 68' Kfir Udi 79' Adoram Keisy 85' Yossi Benayoun |        | Stade Josy Barthel, Luxemburg Toeschouwers: 1.354 Scheidsrechter: Paul Allaerts (BEL) |

|                                                               |                                            |       |           |                                                                           |
| 12 oktober EK-kwalificatie № 447 «onderlinge duels» 18:15 uur | Denemarken                                 | 2 – 0 | Luxemburg | Parken, Kopenhagen Toeschouwers: 40.300 Scheidsrechter: Ferenc Bede (HUN) |
| 12 oktober EK-kwalificatie № 447 «onderlinge duels» 18:15 uur | Jon Dahl Tomasson 52' (pen.) Ebbe Sand 72' |       |           | Parken, Kopenhagen Toeschouwers: 40.300 Scheidsrechter: Ferenc Bede (HUN) |

|                                                               |           | |          |                                                                                       |
| 16 oktober EK-kwalificatie № 448 «onderlinge duels» 20:00 uur | Luxemburg | 0 – 7 | Roemenië | Stade Josy Barthel, Luxemburg Toeschouwers: 2.100 Scheidsrechter: Romans Lajuks (LAT) |
| 16 oktober EK-kwalificatie № 448 «onderlinge duels» 20:00 uur |           | 2' Viorel Moldovan 5' Viorel Moldovan 24' Mirel Rădoi 45' Cosmin Contra 47' Cosmin Contra 80' Tiberiu Ghioane 87' Cosmin Contra |          | Stade Josy Barthel, Luxemburg Toeschouwers: 2.100 Scheidsrechter: Romans Lajuks (LAT) |

|                                                        |           |       |            |                                                                                           |
| 20 november Vriendschappelijk № 449 «onderlinge duels» | Luxemburg | 0 – 0 | Kaapverdië | Stade Alphonse Theis, Hesperange Toeschouwers: 2.750 Scheidsrechter: Damien Ledentu (FRA) |
| 20 november Vriendschappelijk № 449 «onderlinge duels» |           |       |            | Stade Alphonse Theis, Hesperange Toeschouwers: 2.750 Scheidsrechter: Damien Ledentu (FRA) |

### 2003
|                                                             |                                     |       |           |                                                                              |
| 29 maart EK-kwalificatie № 450 «onderlinge duels» 19:15 uur | Bosnië en Herzegovina               | 2 – 0 | Luxemburg | Bilino Polje, Zenica Toeschouwers: 12.000 Scheidsrechter: Jouni Hyytiä (FIN) |
| 29 maart EK-kwalificatie № 450 «onderlinge duels» 19:15 uur | Elvir Bolić 53' Sergej Barbarez 79' |       |           | Bilino Polje, Zenica Toeschouwers: 12.000 Scheidsrechter: Jouni Hyytiä (FIN) |

|                                                            |           |                                              |           |                                                                                       |
| 2 april EK-kwalificatie № 451 «onderlinge duels» 19:00 uur | Luxemburg | 0 – 2                                        | Noorwegen | Stade Josy Barthel, Luxemburg Toeschouwers: 3.000 Scheidsrechter: Ivan Dobrinov (BUL) |
| 2 april EK-kwalificatie № 451 «onderlinge duels» 19:00 uur |           | 60' Sigurd Rushfeldt 74' Ole Gunnar Solskjær |           | Stade Josy Barthel, Luxemburg Toeschouwers: 3.000 Scheidsrechter: Ivan Dobrinov (BUL) |

|                                                     |                                                                                                 |       |                   |                                                                                          |
| 30 april Vriendschappelijk № 452 «onderlinge duels» | Hongarije                                                                                       | 5 – 1 | Luxemburg         | Szusza Ferenc Stadion, Boedapest Toeschouwers: 1.250 Scheidsrechter: Damir Skomina (SLO) |
| 30 april Vriendschappelijk № 452 «onderlinge duels» | Zoltán Gera 18' Imre Szabics 51' Krisztián Lisztes 61' Krisztián Kenesei 68' Imre Szabics 90+2' |       | 25' Jeff Strasser | Szusza Ferenc Stadion, Boedapest Toeschouwers: 1.250 Scheidsrechter: Damir Skomina (SLO) |

|                                                            |           |                                      |            |                                                                                        |
| 11 juni EK-kwalificatie № 453 «onderlinge duels» 19:00 uur | Luxemburg | 0 – 2                                | Denemarken | Stade Josy Barthel, Luxemburg Toeschouwers: 6.869 Scheidsrechter: Yuriy Baskakov (RUS) |
| 11 juni EK-kwalificatie № 453 «onderlinge duels» 19:00 uur |           | 22' Claus Jensen 50' Thomas Gravesen |            | Stade Josy Barthel, Luxemburg Toeschouwers: 6.869 Scheidsrechter: Yuriy Baskakov (RUS) |

|                                                                  |                          |       |                   |                                                                                                  |
| 19 augustus Vriendschappelijk № 454 «onderlinge duels» 20:00 uur | Luxemburg                | 1 – 1 | Malta             | Stade de la Frontière, Esch-sur-Alzette Toeschouwers: 2.000 Scheidsrechter: Gerald Leihner (AUT) |
| 19 augustus Vriendschappelijk № 454 «onderlinge duels» 20:00 uur | Jeff Strasser 53' (pen.) |       | 54' Stefan Giglio | Stade de la Frontière, Esch-sur-Alzette Toeschouwers: 2.000 Scheidsrechter: Gerald Leihner (AUT) |

|                                                                |                                                                  |       |           |                                                                                |
| 6 september EK-kwalificatie № 455 «onderlinge duels» 19:30 uur | Roemenië                                                         | 4 – 0 | Luxemburg | Stadionul Astra, Ploiești Toeschouwers: 4.500 Scheidsrechter: Alon Yefet (ISR) |
| 6 september EK-kwalificatie № 455 «onderlinge duels» 19:30 uur | Adrian Mutu 39' Daniel Pancu 42' Ioan Ganea 43' Florin Bratu 77' |       |           | Stadionul Astra, Ploiești Toeschouwers: 4.500 Scheidsrechter: Alon Yefet (ISR) |

|                                                                 |           |                     |                       |                                                                                          |
| 10 september EK-kwalificatie № 456 «onderlinge duels» 19:00 uur | Luxemburg | 0 – 1               | Bosnië en Herzegovina | Stade Josy Barthel, Luxemburg Toeschouwers: 3.500 Scheidsrechter: Costas Kapitanis (CYP) |
| 10 september EK-kwalificatie № 456 «onderlinge duels» 19:00 uur |           | 35' Sergej Barbarez |                       | Stade Josy Barthel, Luxemburg Toeschouwers: 3.500 Scheidsrechter: Costas Kapitanis (CYP) |

|                                                               |                    |       |           |                                                                               |
| 11 oktober EK-kwalificatie № 457 «onderlinge duels» 17:00 uur | Noorwegen          | 1 – 0 | Luxemburg | Ullevaal Stadion, Oslo Toeschouwers: 22.255 Scheidsrechter: Zsolt Szabó (HUN) |
| 11 oktober EK-kwalificatie № 457 «onderlinge duels» 17:00 uur | Tore André Flo 18' |       |           | Ullevaal Stadion, Oslo Toeschouwers: 22.255 Scheidsrechter: Zsolt Szabó (HUN) |

|                                                                  |                   |       |                                         |                                                                                          |
| 20 november Vriendschappelijk № 458 «onderlinge duels» 20:00 uur | Luxemburg         | 1 – 2 | Moldavië                                | Stade Alphonse Theis, Hesperange Toeschouwers: 623 Scheidsrechter: Laurent Duhamel (FRA) |
| 20 november Vriendschappelijk № 458 «onderlinge duels» 20:00 uur | Manou Schauls 77' |       | 19' Alexandru Golban 90+1' Serghei Dadu | Stade Alphonse Theis, Hesperange Toeschouwers: 623 Scheidsrechter: Laurent Duhamel (FRA) |

### 2004
|                                                                 |                                                                        |       |                                 |                                                                                         |
| 24 februari Vriendschappelijk Officieus duel «onderlinge duels» | Faeröer                                                                | 4 – 2 | Luxemburg                       | Estadio Municipal, Jerez de la Frontera Toeschouwers: onbekend Scheidsrechter: onbekend |
| 24 februari Vriendschappelijk Officieus duel «onderlinge duels» | John Petersen 46' John Petersen 52' Súni Olsen 74' Julian Johnsson 90' |       | 35' René Peters 80' Daniel Huss | Estadio Municipal, Jerez de la Frontera Toeschouwers: onbekend Scheidsrechter: onbekend |

|                                                               |                 |       |                                        |                                                                                      |
| 31 maart Vriendschappelijk № 450 «onderlinge duels» 20:00 uur | Luxemburg       | 1 – 2 | Bosnië en Her.                         | Stade Josy Barthel, Luxemburg Toeschouwers: 2.000 Scheidsrechter: René Rogalla (SUI) |
| 31 maart Vriendschappelijk № 450 «onderlinge duels» 20:00 uur | Daniel Huss 87' |       | 63' Zvjezdan Misimović 71' Elvir Bolić | Stade Josy Barthel, Luxemburg Toeschouwers: 2.000 Scheidsrechter: René Rogalla (SUI) |

|                                                               |                                                                             |       |                 |                                                                               |
| 28 april Vriendschappelijk № 451 «onderlinge duels» 20:30 uur | Oostenrijk                                                                  | 4 – 1 | Luxemburg       | Tivoli Neu, Innsbruck Toeschouwers: 9.400 Scheidsrechter: Damir Skomina (SLO) |
| 28 april Vriendschappelijk № 451 «onderlinge duels» 20:30 uur | Roland Kirchler 5' Markus Kiesenebner 9' Mario Haas 85' Roland Kollmann 89' |       | 63' Daniel Huss | Tivoli Neu, Innsbruck Toeschouwers: 9.400 Scheidsrechter: Damir Skomina (SLO) |

|                                                             |                                            |       |           |                                                                               |
| 29 mei Vriendschappelijk № 452 «onderlinge duels» 20:15 uur | Portugal                                   | 3 – 0 | Luxemburg | Agueda Municipal, Agueda Toeschouwers: 9.000 Scheidsrechter: Rob Styles (ENG) |
| 29 mei Vriendschappelijk № 452 «onderlinge duels» 20:15 uur | Luís Figo 14' Nuno Gomes 28' Rui Costa 37' |       |           | Agueda Municipal, Agueda Toeschouwers: 9.000 Scheidsrechter: Rob Styles (ENG) |

|                                                                |                                                      |       |                  |                                                                                    |
| 18 augustus WK-kwalificatie № 453 «onderlinge duels» 19:15 uur | Slowakije                                            | 3 – 1 | Luxemburg        | Slovan Stadion, Bratislava Toeschouwers: 5.016 Scheidsrechter: Viktor Kassai (HUN) |
| 18 augustus WK-kwalificatie № 453 «onderlinge duels» 19:15 uur | Róbert Vittek 26' Vratislav Greško 48' Igor Demo 89' |       | 2' Jeff Strasser | Slovan Stadion, Bratislava Toeschouwers: 5.016 Scheidsrechter: Viktor Kassai (HUN) |

|                                                                |                                                                                |       |           |                                                                               |
| 4 september WK-kwalificatie № 454 «onderlinge duels» 18:00 uur | Estland                                                                        | 4 – 0 | Luxemburg | A. Le Coq Arena, Tallinn Toeschouwers: 3.000 Scheidsrechter: Alan Kelly (IRL) |
| 4 september WK-kwalificatie № 454 «onderlinge duels» 18:00 uur | Ingemar Teever 7' Manou Schauls 41' (e.d.) Andres Oper 61' Kristen Viikmäe 67' |       |           | A. Le Coq Arena, Tallinn Toeschouwers: 3.000 Scheidsrechter: Alan Kelly (IRL) |

|                                                                |                                                         |       | |                                                                                           |
| 8 september WK-kwalificatie № 455 «onderlinge duels» 19:00 uur | Luxemburg                                               | 3 – 4 | Letland                                                                                               | Stade Josy Barthel, Luxemburg Toeschouwers: 2.125 Scheidsrechter: George Kasnaferis (GRE) |
| 8 september WK-kwalificatie № 455 «onderlinge duels» 19:00 uur | Gordon Braun 11' Alphonse Leweck 55' Manuel Cardoni 61' |       | 4' Māris Verpakovskis 39' (pen.) Mihails Zemlinskis 65' (e.d.) Eric Hoffmann 66' Andrejs Prohorenkovs | Stade Josy Barthel, Luxemburg Toeschouwers: 2.125 Scheidsrechter: George Kasnaferis (GRE) |

|                                                              |           |                                                                              |         |                                                                                        |
| 9 oktober WK-kwalificatie № 456 «onderlinge duels» 16:00 uur | Luxemburg | 0 – 4                                                                        | Rusland | Stade Josy Barthel, Luxemburg Toeschouwers: 4.000 Scheidsrechter: Eric Braamhaar (NED) |
| 9 oktober WK-kwalificatie № 456 «onderlinge duels» 16:00 uur |           | 56' Dmitri Sytsjov 62' Andrej Arsjavin 69' Dmitri Sytsjov 86' Dmitri Sytsjov |         | Stade Josy Barthel, Luxemburg Toeschouwers: 4.000 Scheidsrechter: Eric Braamhaar (NED) |

|                                                               |           |                                                                                     |               |                                                                                       |
| 13 oktober WK-kwalificatie № 457 «onderlinge duels» 19:00 uur | Luxemburg | 0 – 4                                                                               | Liechtenstein | Stade Josy Barthel, Luxemburg Toeschouwers: 3.478 Scheidsrechter: Jaroslav Jara (CZE) |
| 13 oktober WK-kwalificatie № 457 «onderlinge duels» 19:00 uur |           | 41' Martin Stocklasa 44' Franz Burgmeier 57' (pen.) Mario Frick 85' Franz Burgmeier |               | Stade Josy Barthel, Luxemburg Toeschouwers: 3.478 Scheidsrechter: Jaroslav Jara (CZE) |

|                                                                |           |                                                                                                 |          |                                                                                         |
| 17 november WK-kwalificatie № 458 «onderlinge duels» 19:00 uur | Luxemburg | 0 – 5                                                                                           | Portugal | Stade Josy Barthel, Luxemburg Toeschouwers: 8.045 Scheidsrechter: Vitaly Godulyan (UKR) |
| 17 november WK-kwalificatie № 458 «onderlinge duels» 19:00 uur |           | 11' (e.d.) Ben Federspiel 28' Cristiano Ronaldo 52' Maniche 67' Pedro Pauleta 82' Pedro Pauleta |          | Stade Josy Barthel, Luxemburg Toeschouwers: 8.045 Scheidsrechter: Vitaly Godulyan (UKR) |

### 2005
|                                                             |                                                                                             |       |           |                                                                                 |
| 30 maart WK-kwalificatie № 459 «onderlinge duels» 19:00 uur | Letland                                                                                     | 4 – 0 | Luxemburg | Skonto Stadion, Riga Toeschouwers: 8.203 Scheidsrechter: Draženko Kovačić (CRO) |
| 30 maart WK-kwalificatie № 459 «onderlinge duels» 19:00 uur | Imants Bleidelis 33' Juris Laizāns 38' (pen.) Māris Verpakovskis 73' Māris Verpakovskis 90' |       |           | Skonto Stadion, Riga Toeschouwers: 8.203 Scheidsrechter: Draženko Kovačić (CRO) |

|                                                           |           |                                                                       |           |                                                                                    |
| 8 juni WK-kwalificatie № 460 «onderlinge duels» 19:00 uur | Luxemburg | 0 – 4                                                                 | Slowakije | Stade Josy Barthel, Luxemburg Toeschouwers: 2.108 Scheidsrechter: Rob Styles (ENG) |
| 8 juni WK-kwalificatie № 460 «onderlinge duels» 19:00 uur |           | 5' Szilárd Németh 15' Marek Mintál 54' Karol Kisel 60' Ľubomír Reiter |           | Stade Josy Barthel, Luxemburg Toeschouwers: 2.108 Scheidsrechter: Rob Styles (ENG) |

|                                                                |                                                                                                |       |           |                                                                                  |
| 3 september WK-kwalificatie № 461 «onderlinge duels» 21:15 uur | Portugal                                                                                       | 6 – 0 | Luxemburg | Estádio Algarve, Faro Toeschouwers: 25.000 Scheidsrechter: Dick van Egmond (NED) |
| 3 september WK-kwalificatie № 461 «onderlinge duels» 21:15 uur | Jorge Andrade 22' Ricardo Carvalho 30' Pedro Pauleta 36' Pedro Pauleta 56' Simão 78' Simão 84' |       |           | Estádio Algarve, Faro Toeschouwers: 25.000 Scheidsrechter: Dick van Egmond (NED) |

|                                                                |                                                      |       |           |                                                                          |
| 7 september WK-kwalificatie № 462 «onderlinge duels» 18:30 uur | Liechtenstein                                        | 3 – 0 | Luxemburg | Rheinpark, Vaduz Toeschouwers: 2.300 Scheidsrechter: Damir Skomina (SLO) |
| 7 september WK-kwalificatie № 462 «onderlinge duels» 18:30 uur | Mario Frick 38' Benjamin Fischer 77' Thomas Beck 90' |       |           | Rheinpark, Vaduz Toeschouwers: 2.300 Scheidsrechter: Damir Skomina (SLO) |

|                                                              | |       |                          |                                                                                      |
| 8 oktober WK-kwalificatie № 463 «onderlinge duels» 18:00 uur | Rusland | 5 – 1 | Luxemburg                | Lokomotiv Stadion, Moskou Toeschouwers: 21.000 Scheidsrechter: Alexandru Tudor (ROM) |
| 8 oktober WK-kwalificatie № 463 «onderlinge duels» 18:00 uur | Marat Izmailov 7' Aleksandr Kerzjakov 18' Roman Pavljoetsjenko 65' Dmitriy Kirichenko 75' Dmitriy Kirichenko 90' |       | 52' (pen.) Claude Reiter | Lokomotiv Stadion, Moskou Toeschouwers: 21.000 Scheidsrechter: Alexandru Tudor (ROM) |

|                                                               |           |                                       |         |                                                                                       |
| 12 oktober WK-kwalificatie № 464 «onderlinge duels» 19:15 uur | Luxemburg | 0 – 2                                 | Estland | Stade Josy Barthel, Luxemburg Toeschouwers: 2.010 Scheidsrechter: Selçuk Dereli (TUR) |
| 12 oktober WK-kwalificatie № 464 «onderlinge duels» 19:15 uur |           | 7' Andres Oper 79' (pen.) Andres Oper |         | Stade Josy Barthel, Luxemburg Toeschouwers: 2.010 Scheidsrechter: Selçuk Dereli (TUR) |

|                                                                  |           |               |        |                                                                                                 |
| 16 november Vriendschappelijk № 465 «onderlinge duels» 20:00 uur | Luxemburg | 0 – 1         | Canada | Stade Alphonse Theis, Hesperange Toeschouwers: onbekend Scheidsrechter: Paulo Gomes Costa (POR) |
| 16 november Vriendschappelijk № 465 «onderlinge duels» 20:00 uur |           | 69' Iain Hume |        | Stade Alphonse Theis, Hesperange Toeschouwers: onbekend Scheidsrechter: Paulo Gomes Costa (POR) |

### 2006
|                                                              |           |                                         |        |                                                                                          |
| 1 maart Vriendschappelijk № 466 «onderlinge duels» 20:15 uur | Luxemburg | 0 – 2                                   | België | Stade Josy Barthel, Luxemburg Toeschouwers: 3.271 Scheidsrechter: Thomas Einwaller (AUT) |
| 1 maart Vriendschappelijk № 466 «onderlinge duels» 20:15 uur |           | 42' Kevin Vandenbergh 61' Luigi Pieroni |        | Stade Josy Barthel, Luxemburg Toeschouwers: 3.271 Scheidsrechter: Thomas Einwaller (AUT) |

|                                                             | |       |           |                                                                                    |
| 27 mei Vriendschappelijk № 467 «onderlinge duels» 17:00 uur | Duitsland | 7 – 0 | Luxemburg | Badenova-Stadion, Freiburg Toeschouwers: 23.000 Scheidsrechter: René Rogalla (SUI) |
| 27 mei Vriendschappelijk № 467 «onderlinge duels» 17:00 uur | Miroslav Klose 5' Torsten Frings 19' (pen.) Lukas Podolski 36' Miroslav Klose 59' Lukas Podolski 65' (pen.) Oliver Neuville 90' Oliver Neuville 90+2' |       |           | Badenova-Stadion, Freiburg Toeschouwers: 23.000 Scheidsrechter: René Rogalla (SUI) |

|                                                             |           |                                          |          |                                                                                         |
| 3 juni Vriendschappelijk № 468 «onderlinge duels» 20:00 uur | Luxemburg | 0 – 3                                    | Portugal | Stade Saint-Symphorien, Metz Toeschouwers: 19.157 Scheidsrechter: Laurent Duhamel (FRA) |
| 3 juni Vriendschappelijk № 468 «onderlinge duels» 20:00 uur |           | 46' Simão 72' (pen.) Simão 85' Luís Figo |          | Stade Saint-Symphorien, Metz Toeschouwers: 19.157 Scheidsrechter: Laurent Duhamel (FRA) |

|                                                             |           |                                                                   |          |                                                                                         |
| 8 juni Vriendschappelijk № 469 «onderlinge duels» 20:00 uur | Luxemburg | 0 – 3                                                             | Oekraïne | Stade Josy Barthel, Luxemburg Toeschouwers: 3.766 Scheidsrechter: Peter Vervecken (BEL) |
| 8 juni Vriendschappelijk № 469 «onderlinge duels» 20:00 uur |           | 55' Andrij Voronin 83' Andrij Sjevtsjenko 84' Maksim Kalinichenko |          | Stade Josy Barthel, Luxemburg Toeschouwers: 3.766 Scheidsrechter: Peter Vervecken (BEL) |

|                                                                  |           |                 |         |                                                                                        |
| 16 augustus Vriendschappelijk № 470 «onderlinge duels» 20:00 uur | Luxemburg | 0 – 1           | Turkije | Stade Josy Barthel, Luxemburg Toeschouwers: 2.353 Scheidsrechter: Michael Weiner (GER) |
| 16 augustus Vriendschappelijk № 470 «onderlinge duels» 20:00 uur |           | 26' Fatih Tekke |         | Stade Josy Barthel, Luxemburg Toeschouwers: 2.353 Scheidsrechter: Michael Weiner (GER) |

|                                                                |           |                     |           |                                                                                       |
| 2 september EK-kwalificatie № 471 «onderlinge duels» 19:30 uur | Luxemburg | 0 – 1               | Nederland | Stade Josy Barthel, Luxemburg Toeschouwers: 8.000 Scheidsrechter: João Ferreira (POR) |
| 2 september EK-kwalificatie № 471 «onderlinge duels» 19:30 uur |           | 18' Joris Mathijsen |           | Stade Josy Barthel, Luxemburg Toeschouwers: 8.000 Scheidsrechter: João Ferreira (POR) |

|                                                                  |           |       |         |                                                                                            |
| 6 september Vriendschappelijk № 472 «onderlinge duels» 20:00 uur | Luxemburg | 0 – 0 | Letland | Stade Alphonse Theis, Hesperange Toeschouwers: 1.755 Scheidsrechter: Emil Bozinovski (MKD) |
| 6 september Vriendschappelijk № 472 «onderlinge duels» 20:00 uur |           |       |         | Stade Alphonse Theis, Hesperange Toeschouwers: 1.755 Scheidsrechter: Emil Bozinovski (MKD) |

|                                                              |                                         |       |           |                                                                              |
| 7 oktober EK-kwalificatie № 473 «onderlinge duels» 19:45 uur | Slovenië                                | 2 – 0 | Luxemburg | Petrol Arena, Celje Toeschouwers: 3.500 Scheidsrechter: Panicos Kailis (CYP) |
| 7 oktober EK-kwalificatie № 473 «onderlinge duels» 19:45 uur | Milivoje Novakovič 30' Robert Koren 44' |       |           | Petrol Arena, Celje Toeschouwers: 3.500 Scheidsrechter: Panicos Kailis (CYP) |

|                                                               |           |                          |           |                                                                                    |
| 11 oktober EK-kwalificatie № 474 «onderlinge duels» 19:15 uur | Luxemburg | 0 – 1                    | Bulgarije | Stade Josy Barthel, Luxemburg Toeschouwers: 3.156 Scheidsrechter: Novo Panic (BIH) |
| 11 oktober EK-kwalificatie № 474 «onderlinge duels» 19:15 uur |           | 26' Aleksandar Toentsjev |           | Stade Josy Barthel, Luxemburg Toeschouwers: 3.156 Scheidsrechter: Novo Panic (BIH) |

|                                                                  |           |       |      |                                                                                       |
| 15 november Vriendschappelijk № 475 «onderlinge duels» 19:00 uur | Luxemburg | 0 – 0 | Togo | Stade Josy Barthel, Luxemburg Toeschouwers: 1.417 Scheidsrechter: Ceri Richards (WAL) |
| 15 november Vriendschappelijk № 475 «onderlinge duels» 19:00 uur |           |       |      | Stade Josy Barthel, Luxemburg Toeschouwers: 1.417 Scheidsrechter: Ceri Richards (WAL) |

### 2007
|                                                                 |                                          |       |                    |                                                                                            |
| 7 februari Vriendschappelijk № 476 «onderlinge duels» 19:00 uur | Luxemburg                                | 2 – 1 | Gambia             | Stade Alphonse Theis, Hesperange Toeschouwers: 520 Scheidsrechter: Claudio Circhetta (SUI) |
| 7 februari Vriendschappelijk № 476 «onderlinge duels» 19:00 uur | Aurélien Joachim 65' Chris Sagramola 83' |       | 15' Mustapha Jarju | Stade Alphonse Theis, Hesperange Toeschouwers: 520 Scheidsrechter: Claudio Circhetta (SUI) |

|                                                             |                     |       |                                           |                                                                                     |
| 24 maart EK-kwalificatie № 477 «onderlinge duels» 16:00 uur | Luxemburg           | 1 – 2 | Wit-Rusland                               | Stade Josy Barthel, Luxemburg Toeschouwers: 3.000 Scheidsrechter: Mark Whitby (WAL) |
| 24 maart EK-kwalificatie № 477 «onderlinge duels» 16:00 uur | Chris Sagramola 68' |       | 25' Tsimafei Kalachev 54' Vital Koetoezaw | Stade Josy Barthel, Luxemburg Toeschouwers: 3.000 Scheidsrechter: Mark Whitby (WAL) |

|                                                             |                                                      |       |           |                                                                                           |
| 28 maart EK-kwalificatie № 478 «onderlinge duels» 16:30 uur | Roemenië                                             | 3 – 0 | Luxemburg | Stadionul Ceahlăul, Piatra Neamț Toeschouwers: 12.000 Scheidsrechter: Romans Lajuks (LAT) |
| 28 maart EK-kwalificatie № 478 «onderlinge duels» 16:30 uur | Adrian Mutu 26' Cosmin Contra 56' Ciprian Marica 90' |       |           | Stadionul Ceahlăul, Piatra Neamț Toeschouwers: 12.000 Scheidsrechter: Romans Lajuks (LAT) |

|                                                           |                                     |       |           |                                                                                     |
| 2 juni EK-kwalificatie № 479 «onderlinge duels» 19:30 uur | Albanië                             | 2 – 0 | Luxemburg | Qemal Stafastadion, Tirana Toeschouwers: 3.500 Scheidsrechter: Lasha Silagava (GEO) |
| 2 juni EK-kwalificatie № 479 «onderlinge duels» 19:30 uur | Edmond Kapllani 38' Altin Haxhi 57' |       |           | Qemal Stafastadion, Tirana Toeschouwers: 3.500 Scheidsrechter: Lasha Silagava (GEO) |

|                                                           |           |                                                         |         |                                                                                            |
| 6 juni EK-kwalificatie № 480 «onderlinge duels» 19:15 uur | Luxemburg | 0 – 3                                                   | Albanië | Stade Josy Barthel, Luxemburg Toeschouwers: 1.413 Scheidsrechter: Paulius Malzinskas (LTU) |
| 6 juni EK-kwalificatie № 480 «onderlinge duels» 19:15 uur |           | 25' Ervin Skela 36' Edmond Kapllani 71' Edmond Kapllani |         | Stade Josy Barthel, Luxemburg Toeschouwers: 1.413 Scheidsrechter: Paulius Malzinskas (LTU) |

|                                                                  |           |       |         |                                                                                            |
| 22 augustus Vriendschappelijk № 481 «onderlinge duels» 20:00 uur | Luxemburg | 0 – 0 | Georgië | Stade Josy Barthel, Luxemburg Toeschouwers: 1.123 Scheidsrechter: Stephen Weatherall (NIR) |
| 22 augustus Vriendschappelijk № 481 «onderlinge duels» 20:00 uur |           |       |         | Stade Josy Barthel, Luxemburg Toeschouwers: 1.123 Scheidsrechter: Stephen Weatherall (NIR) |

|                                                                |           |                                                           |          |                                                                                        |
| 8 september EK-kwalificatie № 482 «onderlinge duels» 16:00 uur | Luxemburg | 0 – 3                                                     | Slovenië | Stade Josy Barthel, Luxemburg Toeschouwers: 2.012 Scheidsrechter: Sergiy Berezka (UKR) |
| 8 september EK-kwalificatie № 482 «onderlinge duels» 16:00 uur |           | 7' Klemen Lavrič 37' Milivoje Novakovič 47' Klemen Lavrič |          | Stade Josy Barthel, Luxemburg Toeschouwers: 2.012 Scheidsrechter: Sergiy Berezka (UKR) |

|                                                                 |                                                                    |       |           |                                                                                       |
| 12 september EK-kwalificatie № 483 «onderlinge duels» 18:30 uur | Bulgarije                                                          | 3 – 0 | Luxemburg | Vasil Levski Stadion, Sofia Toeschouwers: 8.000 Scheidsrechter: Bülent Demirlek (TUR) |
| 12 september EK-kwalificatie № 483 «onderlinge duels» 18:30 uur | Dimitar Berbatov 27' Dimitar Berbatov 28' Martin Petrov 54' (pen.) |       |           | Vasil Levski Stadion, Sofia Toeschouwers: 8.000 Scheidsrechter: Bülent Demirlek (TUR) |

|                                                               |             |                     |           |                                                                               |
| 13 oktober EK-kwalificatie № 484 «onderlinge duels» 16:00 uur | Wit-Rusland | 0 – 1               | Luxemburg | Tsentralny, Gomel Toeschouwers: 14.000 Scheidsrechter: Michael Svendsen (DEN) |
| 13 oktober EK-kwalificatie № 484 «onderlinge duels» 16:00 uur |             | 90' Alphonse Leweck |           | Tsentralny, Gomel Toeschouwers: 14.000 Scheidsrechter: Michael Svendsen (DEN) |

|                                                               |           |                                        |          |                                                                                     |
| 17 oktober EK-kwalificatie № 485 «onderlinge duels» 16:00 uur | Luxemburg | 0 – 2                                  | Roemenië | Stade Josy Barthel, Luxemburg Toeschouwers: 3.584 Scheidsrechter: Felix Brych (GER) |
| 17 oktober EK-kwalificatie № 485 «onderlinge duels» 16:00 uur |           | 42' Florentin Petre 61' Ciprian Marica |          | Stade Josy Barthel, Luxemburg Toeschouwers: 3.584 Scheidsrechter: Felix Brych (GER) |

|                                                                |                      |       |           |                                                                              |
| 17 november EK-kwalificatie № 486 «onderlinge duels» 19:30 uur | Nederland            | 1 – 0 | Luxemburg | De Kuip, Rotterdam Toeschouwers: 49.000 Scheidsrechter: Martin Hansson (SWE) |
| 17 november EK-kwalificatie № 486 «onderlinge duels» 19:30 uur | Danny Koevermans 43' |       |           | De Kuip, Rotterdam Toeschouwers: 49.000 Scheidsrechter: Martin Hansson (SWE) |

### 2008
|                                                                 |                           |       |                        |                                                                                     |
| 30 januari Vriendschappelijk № 487 «onderlinge duels» 18:00 uur | Saoedi-Arabië             | 2 – 1 | Luxemburg              | King Fahd International Stadium, Riyad Toeschouwers: 2.000 Scheidsrechter: onbekend |
| 30 januari Vriendschappelijk № 487 «onderlinge duels» 18:00 uur | doelpuntenmakers onbekend |       | 88' (pen.) René Peters | King Fahd International Stadium, Riyad Toeschouwers: 2.000 Scheidsrechter: onbekend |

|                                                               |           |                                         |       |                                                                                       |
| 26 maart Vriendschappelijk № 488 «onderlinge duels» 20:15 uur | Luxemburg | 0 – 2                                   | Wales | Stade Josy Barthel, Luxemburg Toeschouwers: 1.879 Scheidsrechter: Björn Kuipers (NED) |
| 26 maart Vriendschappelijk № 488 «onderlinge duels» 20:15 uur |           | 37' Freddy Eastwood 46' Freddy Eastwood |       | Stade Josy Barthel, Luxemburg Toeschouwers: 1.879 Scheidsrechter: Björn Kuipers (NED) |

|                                                             |                     |       |                   |                                                                                           |
| 27 mei Vriendschappelijk № 489 «onderlinge duels» 19:00 uur | Luxemburg           | 1 – 1 | Kaapverdië        | Stade Josy Barthel, Luxemburg Toeschouwers: 2.051 Scheidsrechter: Pavle Radovanović (MTG) |
| 27 mei Vriendschappelijk № 489 «onderlinge duels» 19:00 uur | Alphonse Leweck 77' |       | 83' Valter Borges | Stade Josy Barthel, Luxemburg Toeschouwers: 2.051 Scheidsrechter: Pavle Radovanović (MTG) |

|                                                                  |                  |       |                                                                           |                                                                                     |
| 20 augustus Vriendschappelijk № 490 «onderlinge duels» 20:15 uur | Luxemburg        | 1 – 4 | Macedonië                                                                 | Stade Josy Barthel, Luxemburg Toeschouwers: 885 Scheidsrechter: Bernd Brugger (AUT) |
| 20 augustus Vriendschappelijk № 490 «onderlinge duels» 20:15 uur | Joël Kitenge 73' |       | 6' Goran Pandev 33' Vlatko Grozdanoski 45' Goran Pandev 49' Ilčo Naumoski | Stade Josy Barthel, Luxemburg Toeschouwers: 885 Scheidsrechter: Bernd Brugger (AUT) |

|                                                                |           |                                                                         |             |                                                                                          |
| 6 september WK-kwalificatie № 491 «onderlinge duels» 19:15 uur | Luxemburg | 0 – 3                                                                   | Griekenland | Stade Josy Barthel, Luxemburg Toeschouwers: 4.596 Scheidsrechter: Anders Hermansen (DEN) |
| 6 september WK-kwalificatie № 491 «onderlinge duels» 19:15 uur |           | 36' Vasilis Torosidis 45' Theofanis Gekas 77' (pen.) Angelos Charisteas |             | Stade Josy Barthel, Luxemburg Toeschouwers: 4.596 Scheidsrechter: Anders Hermansen (DEN) |

|                                                                 |                  |       |                                       |                                                                               |
| 10 september WK-kwalificatie № 492 «onderlinge duels» 19:30 uur | Zwitserland      | 1 – 2 | Luxemburg                             | Letzigrund, Zürich Toeschouwers: 20.500 Scheidsrechter: Dejan Filipovic (SRB) |
| 10 september WK-kwalificatie № 492 «onderlinge duels» 19:30 uur | Blaise Nkufo 43' |       | 27' Jeff Strasser 87' Alphonse Leweck | Letzigrund, Zürich Toeschouwers: 20.500 Scheidsrechter: Dejan Filipovic (SRB) |

|                                                               |                 |       |                                                         |                                                                                      |
| 11 oktober WK-kwalificatie № 493 «onderlinge duels» 19:30 uur | Luxemburg       | 1 – 3 | Israël                                                  | Stade Josy Barthel, Luxemburg Toeschouwers: 3.562 Scheidsrechter: Igor Jegorov (RUS) |
| 11 oktober WK-kwalificatie № 493 «onderlinge duels» 19:30 uur | René Peters 14' |       | 2' (pen.) Yossi Benayoun 54' Omer Golan 81' Salim Toama | Stade Josy Barthel, Luxemburg Toeschouwers: 3.562 Scheidsrechter: Igor Jegorov (RUS) |

|                                                               |           |       |          |                                                                                       |
| 15 oktober WK-kwalificatie № 494 «onderlinge duels» 20:15 uur | Luxemburg | 0 – 0 | Moldavië | Stade Josy Barthel, Luxemburg Toeschouwers: 2.157 Scheidsrechter: Marcin Borski (POL) |
| 15 oktober WK-kwalificatie № 494 «onderlinge duels» 20:15 uur |           |       |          | Stade Josy Barthel, Luxemburg Toeschouwers: 2.157 Scheidsrechter: Marcin Borski (POL) |

|                                                                  |                  |       |                    |                                                                                    |
| 19 november Vriendschappelijk № 495 «onderlinge duels» 20:30 uur | Luxemburg        | 1 – 1 | België             | Stade Josy Barthel, Luxemburg Toeschouwers: 4.172 Scheidsrechter: Mike Riley (ENG) |
| 19 november Vriendschappelijk № 495 «onderlinge duels» 20:30 uur | Mario Mutsch 46' |       | 22' Kevin Mirallas | Stade Josy Barthel, Luxemburg Toeschouwers: 4.172 Scheidsrechter: Mike Riley (ENG) |

### 2009
|                                                             |           |                                                                                         |         |                                                                                     |
| 28 maart WK-kwalificatie № 496 «onderlinge duels» 16:00 uur | Luxemburg | 0 – 4                                                                                   | Letland | Stade Josy Barthel, Luxemburg Toeschouwers: 2.516 Scheidsrechter: Mark Whitby (WAL) |
| 28 maart WK-kwalificatie № 496 «onderlinge duels» 16:00 uur |           | 25' Ģirts Karlsons 48' Aleksandrs Cauņa 71' Aleksejs Višņakovs 86' Andrejs Pereplotkins |         | Stade Josy Barthel, Luxemburg Toeschouwers: 2.516 Scheidsrechter: Mark Whitby (WAL) |

|                                                            |                                            |       |           |                                                                              |
| 1 april WK-kwalificatie № 497 «onderlinge duels» 16:30 uur | Letland                                    | 2 – 0 | Luxemburg | Skonto Stadion, Riga Toeschouwers: 6.700 Scheidsrechter: Firat Aydinus (TUR) |
| 1 april WK-kwalificatie № 497 «onderlinge duels» 16:30 uur | Jurijs Zigajevs 44' Māris Verpakovskis 76' |       |           | Skonto Stadion, Riga Toeschouwers: 6.700 Scheidsrechter: Firat Aydinus (TUR) |

|                                                                  |           |                        |          |                                                                                    |
| 12 augustus Vriendschappelijk № 498 «onderlinge duels» 20:00 uur | Luxemburg | 0 – 1                  | Litouwen | Stade Josy Barthel, Luxemburg Toeschouwers: 1.455 Scheidsrechter: Alan Black (NIR) |
| 12 augustus Vriendschappelijk № 498 «onderlinge duels» 20:00 uur |           | 82' Tomas Danilevičius |          | Stade Josy Barthel, Luxemburg Toeschouwers: 1.455 Scheidsrechter: Alan Black (NIR) |

|                                                                |          |       |           |                                                                                      |
| 5 september WK-kwalificatie № 499 «onderlinge duels» 19:00 uur | Moldavië | 0 – 0 | Luxemburg | Zimbru Stadion, Chisinau Toeschouwers: 7.820 Scheidsrechter: Gediminas Mažeika (LTU) |
| 5 september WK-kwalificatie № 499 «onderlinge duels» 19:00 uur |          |       |           | Zimbru Stadion, Chisinau Toeschouwers: 7.820 Scheidsrechter: Gediminas Mažeika (LTU) |

|                                                                | |       |           |                                                                                        |
| 9 september WK-kwalificatie № 500 «onderlinge duels» 19:00 uur | Israël | 7 – 0 | Luxemburg | Ramat Gan Stadion, Tel Aviv Toeschouwers: 7.038 Scheidsrechter: Michael Svendsen (DEN) |
| 9 september WK-kwalificatie № 500 «onderlinge duels» 19:00 uur | Elyaniv Barda 9' Aviram Baruchyan 15' Elyaniv Barda 21' Elyaniv Barda 44' Omer Golan 58' Ben Sahar 63' Ben Sahar 84' |       |           | Ramat Gan Stadion, Tel Aviv Toeschouwers: 7.038 Scheidsrechter: Michael Svendsen (DEN) |

|                                                               |           |                                                               |             |                                                                                           |
| 10 oktober WK-kwalificatie № 501 «onderlinge duels» 16:45 uur | Luxemburg | 0 – 3                                                         | Zwitserland | Stade Josy Barthel, Luxemburg Toeschouwers: 8.031 Scheidsrechter: Eduardo Iturralde (ESP) |
| 10 oktober WK-kwalificatie № 501 «onderlinge duels» 16:45 uur |           | 6' Philippe Senderos 8' Philippe Senderos 22' Benjamin Huggel |             | Stade Josy Barthel, Luxemburg Toeschouwers: 8.031 Scheidsrechter: Eduardo Iturralde (ESP) |

|                                                               |                                           |       |                                |                                                                                                   |
| 14 oktober WK-kwalificatie № 502 «onderlinge duels» 19:00 uur | Griekenland                               | 2 – 1 | Luxemburg                      | Olympisch Stadion Spyridon Louis, Athene Toeschouwers: 13.932 Scheidsrechter: Darko Ceferin (SLO) |
| 14 oktober WK-kwalificatie № 502 «onderlinge duels» 19:00 uur | Vasilis Torosidis 30' Theofanis Gekas 33' |       | 90' (e.d.) Avraam Papadopoulos | Olympisch Stadion Spyridon Louis, Athene Toeschouwers: 13.932 Scheidsrechter: Darko Ceferin (SLO) |

|                                                                  |                   |       |                       |                                                                                      |
| 14 november Vriendschappelijk № 503 «onderlinge duels» 19:00 uur | Luxemburg         | 1 – 1 | IJsland               | Stade Josy Barthel, Luxemburg Toeschouwers: 913 Scheidsrechter: Pol van Boekel (NED) |
| 14 november Vriendschappelijk № 503 «onderlinge duels» 19:00 uur | Kim Kintziger 75' |       | 63' Garðar Jóhannsson | Stade Josy Barthel, Luxemburg Toeschouwers: 913 Scheidsrechter: Pol van Boekel (NED) |

FLF · A-internationals · Bondscoaches · Statistieken · Luxemburgs vrouwenelftal · Luxemburg U21 · Luxemburg U19 · Luxemburg U18 · Luxemburg U17 · Luxemburg U16
1911 – 1919 ·
1920 – 1929 ·
1930 – 1939 ·
1940 – 1949 ·
1950 – 1959 ·
1960 – 1969 ·
1970 – 1979 ·
1980 – 1989 ·
1990 – 1999 ·
2000 – 2009 ·
2010 – 2019 ·
2020 − 2029
OS 1920 · 
OS 1924 · 
OS 1928 · 
OS 1936 · 
OS 1948 · 
OS 1952
1911 · 
1912 · 
1913 · 
1914 · 
1915 · 1916 · 1917 · 1918 · 1919 · 
1920 · 
1921 · 1922 · 1923 · 
1924 · 
1925 · 1926 · 
1927 · 
1928 · 
1929 · 1930 · 1931 · 1932 · 1933 · 
1934 · 
1935 · 
1936 · 
1937 · 
1938 · 
1939 · 
1940 · 
1941 · 1942 · 1943 · 1944 · 
1945 · 
1946 · 
1947 · 
1948 · 
1949 · 
1950 · 
1952 · 
1952 · 
1953 · 
1954 · 
1955 · 
1956 · 
1957 · 
1958 · 
1959 · 
1960 · 
1961 · 
1962 · 
1963 · 
1964 · 
1965 · 
1966 · 
1967 · 
1968 · 
1969 · 
1970 · 
1971 · 
1972 · 
1973 · 
1974 · 
1975 · 
1976 · 
1977 · 
1978 · 
1979 · 
1980 · 
1981 · 
1982 · 
1983 · 
1984 · 
1985 · 
1986 · 
1987 · 
1988 · 
1989 · 
1990 · 
1991 · 
1992 · 
1993 · 
1994 · 
1995 · 
1996 · 
1997 · 
1998 · 
1999 · 
2000 · 
2001 · 
2002 · 
2003 · 
2004 · 
2005 · 
2006 · 
2007 · 
2008 · 
2009 · 
2010 · 
2011 · 
2012 · 
2013 · 
2014 · 
2015 ·
2016 ·
2017 ·
2018 ·
2019 ·
2020 ·
2021
Afghanistan ·
Albanië ·
Algerije ·
Armenië ·
Azerbeidzjan ·
België ·
Bosnië en Herzegovina ·
Brazilië ·
Bulgarije ·
Canada ·
Cyprus ·
DDR ·
Denemarken ·
(West-)Duitsland ·
Egypte ·
Engeland ·
Estland ·
Faeröer ·
Finland ·
Frankrijk ·
Gambia ·
Georgië ·
Griekenland ·
Hongarije ·
Ierland ·
IJsland ·
Israël ·
Italië ·
Japan ·
Joegoslavië ·
Kaapverdië ·
Kameroen ·
Kazachstan ·
Letland ·
Liechtenstein ·
Litouwen ·
Madagaskar ·
Malta ·
Marokko ·
Mexico ·
Moldavië ·
Montenegro ·
Myanmar ·
Nederland ·
Nigeria ·
Noord-Ierland ·
Noord-Macedonië ·
Noorwegen ·
Oekraïne ·
Oostenrijk ·
Polen ·
Portugal ·
Qatar ·
Roemenië ·
Rusland ·
San Marino ·
Saoedi-Arabië ·
Schotland ·
Senegal ·
Servië ·
Servië en Montenegro ·
Slovenië ·
Slowakije ·
Sovjet-Unie ·
Spanje ·
Thailand ·
Togo ·
Tsjechië ·
Tsjecho-Slowakije ·
Turkije ·
Uruguay ·
Verenigde Staten ·
Wales ·
Wit-Rusland ·
Zuid-Korea ·
Zweden ·
Zwitserland
AFC-zone: Afghanistan · Australië · Bahrein · Bangladesh · Bhutan · Brunei · Cambodja · China · Filipijnen · Guam · Hongkong · India · Indonesië · Iran · Irak · Japan · Jemen · Jordanië · Koeweit · Kirgizië · Laos · Libanon · Macau · Maleisië · Maldiven · Mongolië · Myanmar · Nepal · Noord-Korea · Oezbekistan · Oman · Oost-Timor · Pakistan · Palestina · Qatar · Saoedi-Arabië · Singapore · Sri Lanka · Syrië · Tadzjikistan · Taiwan · Thailand · Turkmenistan · Verenigde Arabische Emiraten · Vietnam · Zuid-Korea

CAF-zone: Algerije · Angola · Benin · Botswana · Burkina Faso · Burundi · Centraal-Afrikaanse Republiek · Comoren · Congo-Brazzaville · Congo-Kinshasa · Djibouti · Egypte · Equatoriaal-Guinea · Eritrea · Ethiopië · Gabon · Gambia · Ghana · Guinee · Guinee-Bissau · Ivoorkust · Kaapverdië · Kameroen · Kenia · Lesotho · Liberia · Libië · Madagaskar · Malawi · Mali  ·Mauritanië · Mauritius · Marokko · Mozambique · Namibië · Niger · Nigeria · Oeganda · Rwanda · Sao Tomé en Principe · Senegal · Seychellen · Sierra Leone · Soedan · Somalië · Swaziland · Tanzania · Togo · Tsjaad · Tunesië · Zambia · Zimbabwe · Zuid-Afrika

CONCACAF-zone: Amerikaanse Maagdeneilanden · Anguilla · Antigua en Barbuda · Aruba · Bahama's · Barbados · Belize · Bermuda · Britse Maagdeneilanden · Canada · Kaaimaneilanden · Costa Rica · Cuba · Dominica · Dominicaanse Republiek · El Salvador · Frans Guyana · Grenada · Guadeloupe · Guatemala · Guyana · Haïti · Honduras · Jamaica · Martinique · Mexico · Montserrat · 
Nicaragua · Panama · Puerto Rico · Saint Kitts en Nevis · Saint Lucia · Saint Vincent en de Grenadines · Sint Maarten · Suriname · Trinidad en Tobago · Turks- en Caicoseilanden · Verenigde Staten

CONMEBOL-zone: Argentinië · Bolivia · Brazilië · Chili · Colombia · Ecuador · Paraguay · Peru · Uruguay · Venezuela

OFC-zone: Amerikaans-Samoa · Cookeilanden · Fiji · Nieuw-Caledonië · Nieuw-Zeeland · Papoea-Nieuw-Guinea · Samoa · Salomoneilanden · Tahiti · Tonga · Vanuatu

UEFA-zone: Albanië · Andorra · Armenië · Azerbeidzjan · België · Bosnië en Herzegovina · Bulgarije · Cyprus · Denemarken · Duitsland · Engeland · Estland · Faeröer · Finland · Frankrijk · Georgië · Griekenland · Hongarije · IJsland · Ierland · Israël · Italië · Kazachstan · Kroatië · Letland · Liechtenstein · Litouwen · Luxemburg · Macedonië · Malta · Moldavië · Montenegro · Nederland · Noord-Ierland · Noorwegen · Oekraïne · Oostenrijk · Polen · Portugal · Roemenië · Rusland · San Marino · Schotland · Servië · Servië en Montenegro · Slovenië · Slowakije · Spanje · Tsjechië · Turkije · Wales · Wit-Rusland · Zweden · Zwitserland